# WOI Tower

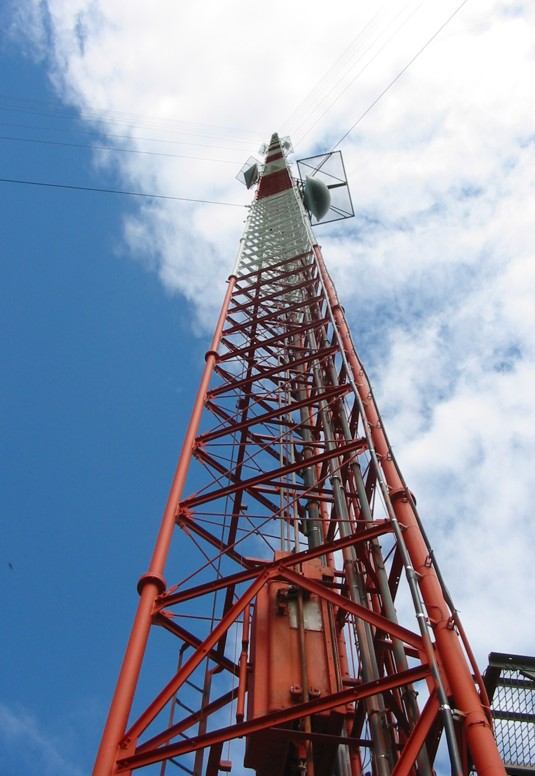
WOI Tower.

WOI Tower (också kallad NYT Broadcast Holdings Tower) är en 609,6 meter (2.000 fot) hög vajrad radiomast för sändningar av FM-radio och TV-program i Alleman, Iowa, USA. WOI Tower var klar år 1972 och ägs av NYT Broadcast Holdings LLC. Strax väster om denna byggnad ligger Des Moines Hearst-Argyle Television Tower Alleman, en annan vajrad radiomast av samma höjd.